# Mario Party 6
Mario Party 6 är ett tv-spel utvecklat av Hudson Soft och släppt av Nintendo. Det är släppt till spelkonsolen GameCube. Spelet är, likt föregångarna, ett brädspel som är avsett att spelas fyra personer. De spelare som inte fylls upp styrs av datorn. Spelet var det första GameCube-spelet att nyttja en mikrofon, som skickades tillsammans med spelet.

## Karaktärer
- Mario Mario

En röd italiensk rörmockare och ibland snickare. Han kan hoppa
- Luigi Luigi